# Ізраїльська мафія
Організована злочинність в Ізраїлі  (Часто вживається термін «ізраїльська мафія») не носить мафіозно-ієрархічного характеру і складається з безлічі організованих злочинних угруповань, періодично створюють альянси між собою або провідних кримінальні війни за сфери впливу. Крім угруповань, які складаються переважно з місцевих євреїв, існують угруповання арабів та інших етнічних меншин. Основними сферами інтересів угруповань є оборот наркотиків (в тому числі експорт екстазі в США і Західну Європу), контроль підпільних ігрових салонів, борделів, вуличних сутенерів і пунктів обміну валюти, рекет власників ресторанів, нічних клубів і транспортних компаній.
З січня 2006 року уряд Ізраїлю розпочало широкомасштабну кампанію по боротьбі з організованою злочинністю. Станом на 2009 рік поліція Ізраїлю виділяла шість найбільших злочинних угруповань, які діяли по всій країні, і 11 угруповань меншого масштабу, які діяли в певних містах чи міських районах. У число найбільш впливових злочинних сімей входили угруповання Розенштейна  (Тель-Авів),  Абарджіл (Тель-Авів і Лод), Абутбуля (Нетанія), Мульнера (Тель-Авів), Ширазі (Нетанія) і Домрані (Ашкелон). Абарджіль складалися в альянсі з угрупованням братів Альперонов, проти яких виступали Абутбуль, Мульнер і Розенштейн.

## Історія
Організована злочинність в Ізраїлі розвивалася починаючи з виникнення держави в 1948 році. Вона потрапила в фокус суспільної уваги починаючи з 1960-х років як серйозна соціальна проблема, яка була, зокрема, пов'язана з грабежами, крадіжками, а також - цілою індустрією по реалізації краденого майна та контрабанду тих видів товарів, які обкладалися високими податками. Як правило, за правилами цього бізнесу ставали народжені в Ізраїлі нащадки іммігрантів з мусульманських країн.
У квітні-червні 1971 ізраїльська газета «Гаарец» опублікувала серію статей про способи функціонування і традиціях ізраїльських організованих угруповань. Основою цих публікацій стали дані, отримані з поліцейських джерел, а для зіставлення була обрана модель функціонування італійсько-американської мафії. Серед її організаційних властивостей виділялося наявність місцевого «хрещеного батька», який контролював кришування і рекет, транспортування товарів, а також примусове вирішення спорів і конфліктів в кримінальному середовищі. За аналогією з принципами «омерти», порушення неписаних правил ізраїльського кримінального світу могло бути покаране вбивством «винного». Вбивство могло також наслідувати в якості покарання за непослух своєму лідерові або вступ до несанкціонований контакт з конкуруючими угрупуваннями або поліцією. Результатом суперництва між злочинними співтовариствами за володіння тіньовими ринками часто ставали сплески насильства. Крім цього, були виявлені сліди корупційних зв'язків (див. Корупція в Ізраїлі) між ізраїльським криміналом і місцевими політиками, чиновниками і ліцензують органами.
У серпні 1972 року газета «Гаарец» оприлюднила ще одну серію звітів, які були присвячені розвитку мережі транспортування наркотиків (як правило, гашишу і героїну) з Туреччини, Європи та Далекого Сходу. У той же самий час відзначалося зростання злочинності, пов'язаної зі споживанням наркотичних речовин (в основному крадіжок), поширення рекету і насильства. У наступних публікаціях були ідентифіковані лідери деяких злочинних формувань і їх сфери діяльності.
В ході цієї роботи свідомо не приділялося уваги виробленню ясного визначення поняття «організована злочинність» для того, щоб уникнути суперечок на цю тему. Однак були виділені основні ознаки цього явища, такі як раціональність, організованість, систематичне насильство, корупційність і прагнення до монополізації тіньових ринків.
Іншим важливим аспектом організованої злочинності в Ізраїлі стала її пов'язаність із закордонним і міжнародним криміналітетом (в основному європейського походження). Ізраїльські злочинці, які покидали свою батьківщину, часто формували злочинні співтовариства за межами Ізраїлю для організації наркоторгівлі, вимагання, проституції та грального бізнесу. Наприклад, в березні 2009 року в Тель-Авіві був розкритий організований злочинний синдикат, який займався нелегальною торгівлею людьми. За два роки ця мережа перевезла понад 2000 жінок з Білорусі, Молдові, України (див. Торгівля людьми в Україні) і ряду інших держав. Більшість жертв примушували займатися проституцією в Ізраїлі і на Кіпрі за допомогою погроз і насильства. Трохи пізніше їх також змушували працювати в сфері комерційного сексу в Бельгії та Великій Британії.

## Найбільші угруповання

### Угруповання Розенштейна

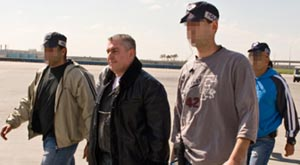
Зєев Розенштейн

Зєев Розенштейн, що народився в сім'ї вихідців з Румунії, з початку 1990-х років вважався поліцією найвпливовішим кримінальним авторитетом Ізраїлю. Спеціалізацією його угруповання був міжнародний наркотрафік, за що Розенштейн неодноразово сидів в ізраїльських в'язницях. У червні 2003 року злочинці підірвали бомбу біля входу в одне з туристичних агентств Тель-Авіва. Розенштейн уцілів, але кілька перехожих отримали поранення. У грудні 2003 року в результаті чергового замаху на Розенштейна в Тель-Авіві загинули троє випадкових перехожих. У пункті обміну валюти, в який зайшов Розенштейн, вибухнула бомба, в результаті чого кримінальний авторитет і ще 37 осіб отримали поранення.
Після низки замахів Розенштейн поїхав в Італію, але незабаром був змушений повернутися, коли дізнався, що конкуренти готували замах на шістьох його дітей, які залишилися в Тель-Авіві. У листопаді 2004 року Розенштейн був заарештований співробітниками тель-авівської поліції за запитом поліції Лос-Анджелеса, а в квітні 2005 року влада Ізраїлю вирішили видати Розенштейна США, де той звинувачувався в організації підпільної мережі з розповсюдження близько 700 тисяч таблеток екстазі. У березні 2006 року за запитом американського Управління по боротьбі з наркотиками Розенштейна видали Сполученим Штатам, де засудили до 12 років позбавлення волі за контрабанду наркотиків. У березні 2007 року в Холоні був убитий двоюрідний брат Розенштейна Ілан Хен-Ананія. У червні 2007 року в рамках угоди з обвинуваченням мировий суд Тель-Авіва визнав Зєев Розенштейна винним в підготовці замаху на братів Нісіма і Яакова Альперонов. Розенштейн зізнався, що в 2001 році він разом з трьома спільниками планував вбивство Альперонов, побоюючись, що вони організовують замах на його життя.
У травні 2015 року поліція провела масштабну операцію проти організованої злочинності, затримавши близько п'ятдесяти активних членів конкуруючих злочинних угруповань Ізраїлю. Головною метою операції було припинити багаторічну війну «королів» злочинного світу країни Зєев Розенштейна, Іцхака Абергіля і Йосі Муса (близько двадцяти заарештованих підозрювалися в причетності до спроб вбивства Розенштейна).

### Угруповання  Абарджіля

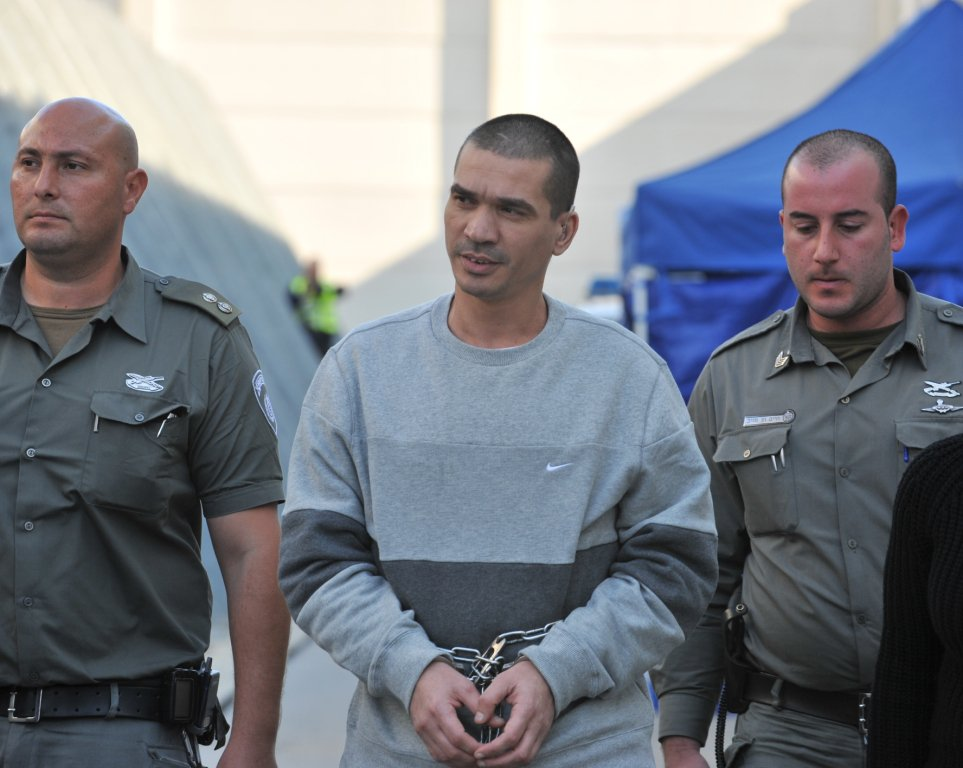
Іцхак Абарджіль

Брати Іцхак і Мейр Абарджіль станом на 2005 рік очолювали наймогутніший злочинний синдикат Ізраїлю, який спеціалізувався на торгівлі наркотиками, зброєю, рекеті, здирництві та контролі казино. У липні 2008 року під час замаху на кримінальних авторитетів, які під крилом угруповання Абарджіля контролювали дрібний бізнес по утилізації відходів, на пляжі в Бат-Ямі була вбита випадкова відпочивальниця. У серпні 2008 року брати Абергіль і троє їхніх підручних були заарештовані за запитом влади США (Іцхак підозрювався в причетності до вбивства в Штатах наркокур'єра).
У травні 2015 року в ході поліцейської спецоперації було арештовано Іцхак Абергіль і його підручний Аві Руху, яких правоохоронці підозрювали у вбивстві кримінального авторитета Міхи Бен Харуша, зниклого в 2005 році.

### Угруповання Мусали
Угруповання Йосі Муса зародилася в одному з найбільш кримінальних районів країни - в кварталі Кфар-Шалем Південного Тель-Авіва. Спочатку вона контролювала підпільні казино і промишляла вибиванням боргів, але, зміцнівши, вирішила потрапити в наркобізнес. Отримавши жорстку відсіч з боку синдикату Розенштейна, угруповання Муса почала війну з бандою авторитету Ієхезкель Аслана. Після кривавої розправи над конкурентом, Муса встановив контроль над кварталом Ха-Тіква, відкрив там ресторан і навіть намагався увійти в число співвласників приватного банку. Завдяки впровадженим в угруповання агентам поліція заарештувала Муса, пред'явивши йому звинувачення у вбивствах, замахах на вбивство, злочинній змові і рекеті.

### Угруповання Абутбуля
Угруповання братів Асі, Адама і Франсуа Абутбул промишляла рекетом, викраденнями людей, підпалами і вибиванням боргів, а також контролювала ресторани, клуби і плавучі казино, що курсували біля узбережжя Червоного моря. У 2002 році в Празі в результаті кримінальних розборок був убитий авторитет Фелікс Абутбуль, дядько Асі і його братів. У травні 2007 року Асі Абутбуль і шість його підручних були заарештовані поліцією за звинуваченням у керівництві злочинним синдикатом і причетності до замовних вбивств. Адам Абутбуль був заарештований за спробу вбивства родича головного свідка, який давав свідчення у справі про вбивство рана Леві. У вересні 2007 року в Нетанії кілери поранили двох підручних Асі Абутбуля. У червні 2008 року в результаті вибуху автомобіля в Тель-Авіві загинув відомий кримінальний адвокат Йорам Хахам, який представляв інтереси Асі Абутбуля.
У вересні 2008 року в промисловій зоні міста Нетанія кілери відкрили вогонь, в результаті якого поранення отримали кримінальний авторитет Чарлі Абутбуль, фінансовий директор угруповання і брат раніше вбитого Фелікса Абутбуля, і троє випадкових перехожих. Стрілянина велася неподалік від ресторану «Бат а-Ікар», що належить Асі Абутбул. За однією з версій, замах на Чарлі Абутбуля організувала угруповання Абергіля. У тому ж вересні біля будинку Авіва Абутбуля були знайдені зброя і граната, після чого він був поміщений під домашній арешт.
У травні 2015 року Асі Абутбуль, який відбуває 13-річне ув'язнення, і п'ятеро його спільників були заарештовані за звинуваченням у двох вбивствах і в двох замахах на вбивство.

### Угруповання Мульнера
Угруповання Аміра Мульнера промишляла ввезенням кокаїну з Латинської Америки, рекетом, вибивання боргів і замовними вбивствами, багато її членів раніше пройшли спецпідготовку в армії. У січні 2006 року Мульнер та два його охоронці отримали ножові поранення під час бійки в фоє готелю «Даніель» у Герцлії, яка спалахнула після зустрічі Мульнера з іншим кримінальним авторитетом Яаковом Альпероном. У лютому 2006 року в районі арабського містечка Бака Ель-Гарбія прикордонники затримали автомобіль, в якому Мульнер і троє його підручних перевозили компоненти вибухового пристрою (Мульнер мав тісні зв'язки з місцевою угрупованням Караджа).
У листопаді 2006 року Мульнер знову був заарештований, на цей раз за вимагання грошей у боржника в Азор. У листопаді 2008 року на одній з квартир в Рамат-Гані поліція заарештувала Мульнера і декількох його бойовиків. У момент затримання в квартирі було виявлено кілька одиниць вогнепальної зброї, в тому числі пістолети з глушниками. У жовтні 2009 року поліція була змушена відпустити Мульнера, який перебував під вартою за звинуваченням у зберіганні незаконного зброї та змові з метою скоєння злочину. Незабаром Мульнер виїхав за кордон, а в грудні 2013 року поліція за незаконне носіння та зберігання зброї заарештувала 11 членів його угруповання.

### Угруповання Ширазі
Угруповання Ріко Ширазі, який в молодості відбував термін за співучасть у вбивстві, базувалася в Нетанії і промишляла рекетом, здирництвом, гральним бізнесом і шахрайством в сфері нерухомості. У серпні 2007 року поліція заарештувала 10 членів угруповання Ширазі, які підозрювалися у відмиванні грошей, здирництві, захопленні майна боржників, організації незаконних азартних ігор, використанні підставних рахунків та інші правопорушення.

### Угруповання Думрані
Базувалася в Ашкелоні угруповання Шалома Думрані (Домрані) контролювала Південний Ізраїль, займаючись рекетом і грабежами. У жовтні 2013 року в Ашкелоні був підірваний автомобіль, в якому знаходилися двоє наближених Думрані. Один з них, який відповідав в угрупованні за підпільний гральний бізнес, загинув, а другий отримав важкі поранення. На наступний день поліція, яка побоювалась початку кримінальної війни, заарештувала вісім членів угруповання Думрані. В на початку 2015 року Шалом Думрані вийшов з в'язниці і спробував відновити своє угруповання, посиливши вплив на кримінальні структури Південного Ізраїлю. У травні 2015 року з підозрою в спробі злому будинку бізнесмена з Ашкелона були затримані шестеро членів угруповання Думрані.

### Угруповання Альперона
Угруповання братів Яакова, Нісіма, Залмана, Муси і Ар'є Альперонов (також в верхівку клану входив сина Яакова Дрор Альперон) промишляла в Тель-Авіві і околицях рекетом, здирництвом, крадіжками і операціями з нерухомістю. У травні 2003 року Альперон був заарештований за підозрою у вимаганні та загрози, незабаром засуджений на 10 місяців в'язниці, а в січні 2006 року розв'язав війну з угрупованням Аміра Мульнера. У травні 2006 року в Рамат-Гані була підірвана автомийка, яка належала Нісим Альперону. У серпні 2008 року був затриманий Залман Альперон, на фермі якого біля містечка Гиват-Шмуель поліція виявила крадені речі і військову амуніцію. У жовтні 2008 року в одному з торгових центрів Тверії за носіння холодної зброї був затриманий Яаков Альперон. У листопаді 2008 року в результаті вибуху автомобіля в Тель-Авіві сидів за кермом Яаков Альперон загинув.

### Угруповання Ісакова
Угруповання кримінального авторитета Шуми Ісакова об'єднувала вихідців з Грузії і Північного Кавказу, які промишляли в Хайфському окрузі рекетом, грабежами і вбивствами. У січні 2010 року Шуми Ісаков був заарештований в Кирьят-Бялик за підозрою в нападі і нанесенні жертві ножових поранень.

### Угруповання Мухи
На початку 2009 року був заарештований ватажок великої єрусалимської угруповання Іцик Бар Муха.

### Угруповання Цацуашвілі
Угруповання Йосефа (Сосо) Цацуашвілі промишляла рекетом російськомовних ізраїльтян в Нетанії і А-Шароні, бригада його сина Наума Шнайдерман - в Тель-Авіві, а бригада батька Йосефа - на півдні Ізраїлю. У жовтні 2007 року Йосеф Цацуашвілі і його пособник Олександр Янкелевич були арештовані (раніше був засуджений Наум Шнайдерман).

### Угруповання Хамеда
У травні 2003 року були заарештовані 23 члени злочинного угруповання з Назарета, які шляхом погроз, насильства і вбивств взяли під свій контроль практично всі сфери кримінального бізнесу - від підпільних казино і публічних будинків до торгівлі зброєю і наркотиками. Ядро угруповання становили члени сім'ї Хамед.

### Тюремні угруповання
Тюремні угруповання Ізраїлю формуються за етнічною, релігійною та земляцьких ознаками. Найбільшими угрупованнями є громади ізраїльських арабів (суніти, в тому числі бедуїни, і християни), палестинців, друзів, релігійних євреїв і світських євреїв (останні діляться на сефардів, бухарских євреїв, грузинських євреїв, гірських євреїв і «російських євреїв»), а також нелегальних мігрантів з країн Південно-Східної та Південної Азії, Східної Європи, Північної Африки і Близького Сходу. Конфлікти ворогуючих угруповань за контроль над тюремними блоками періодично виливаються в збройні зіткнення.

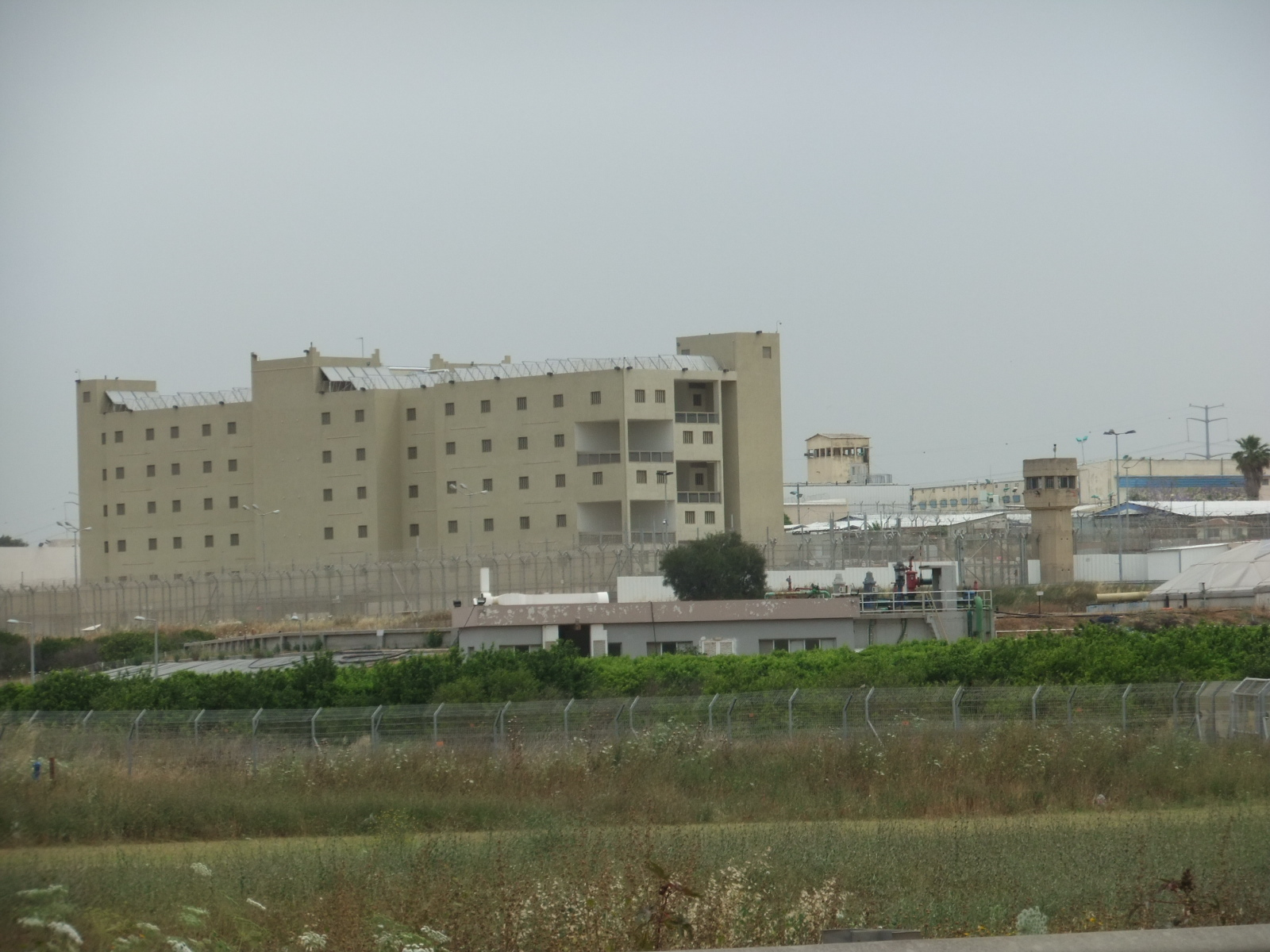
Хадара
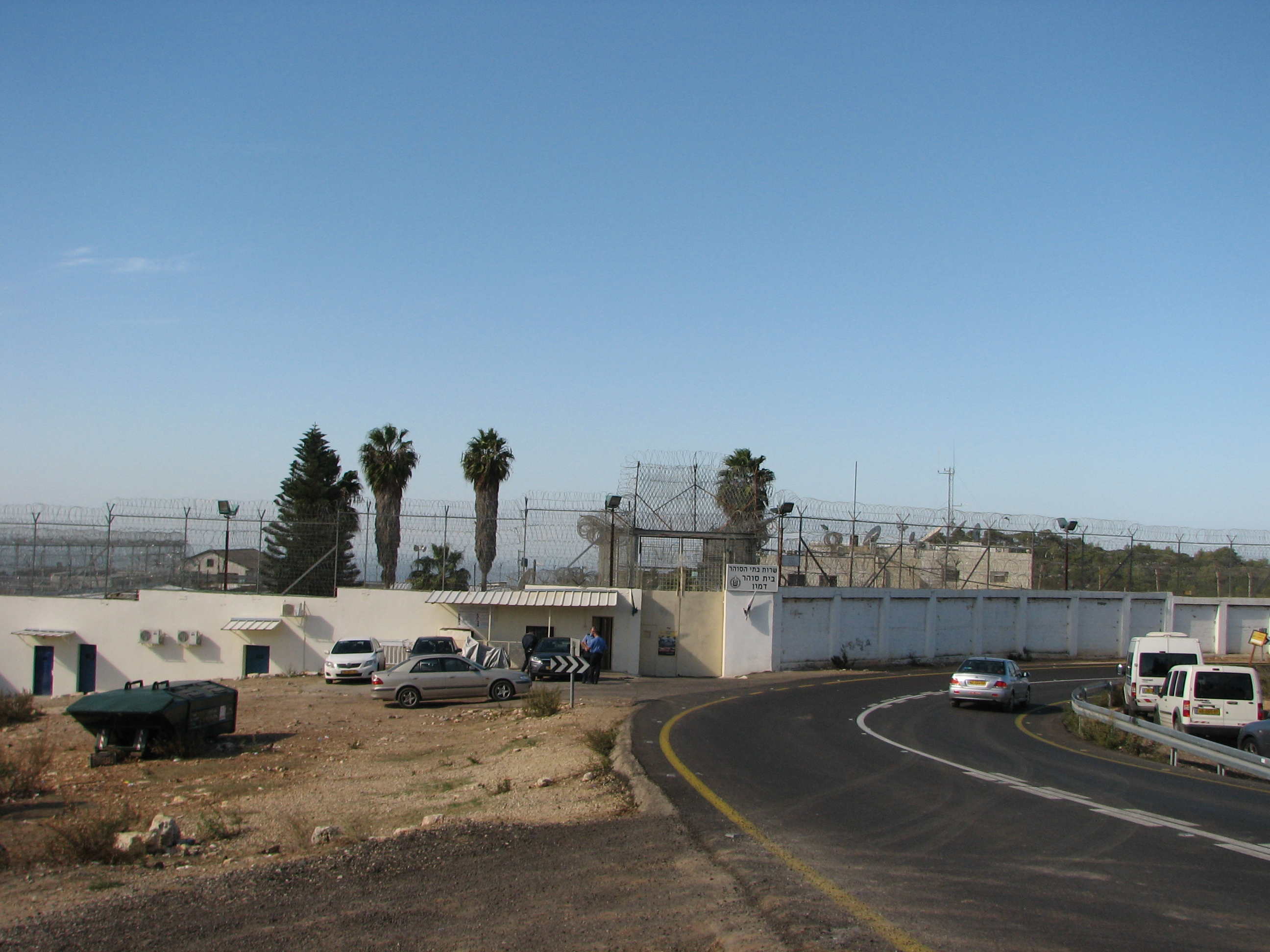
Дамон
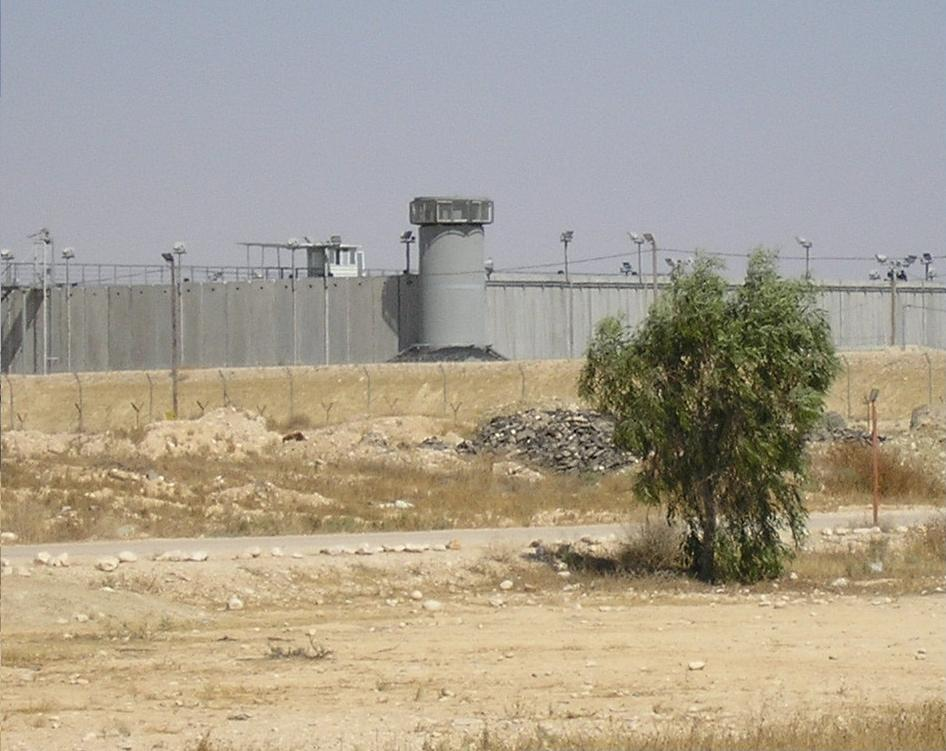
Кціот
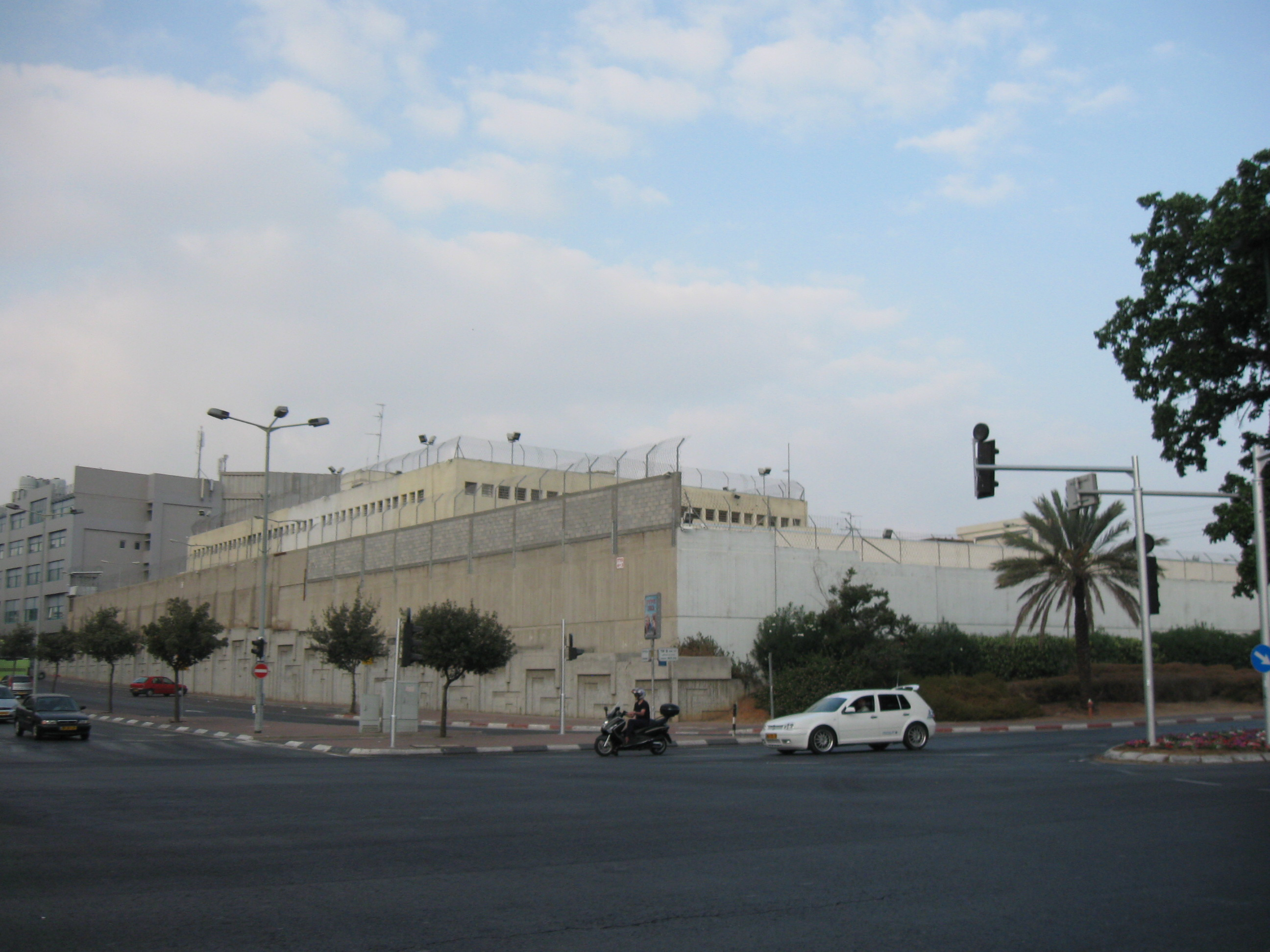
Абу-Кабір
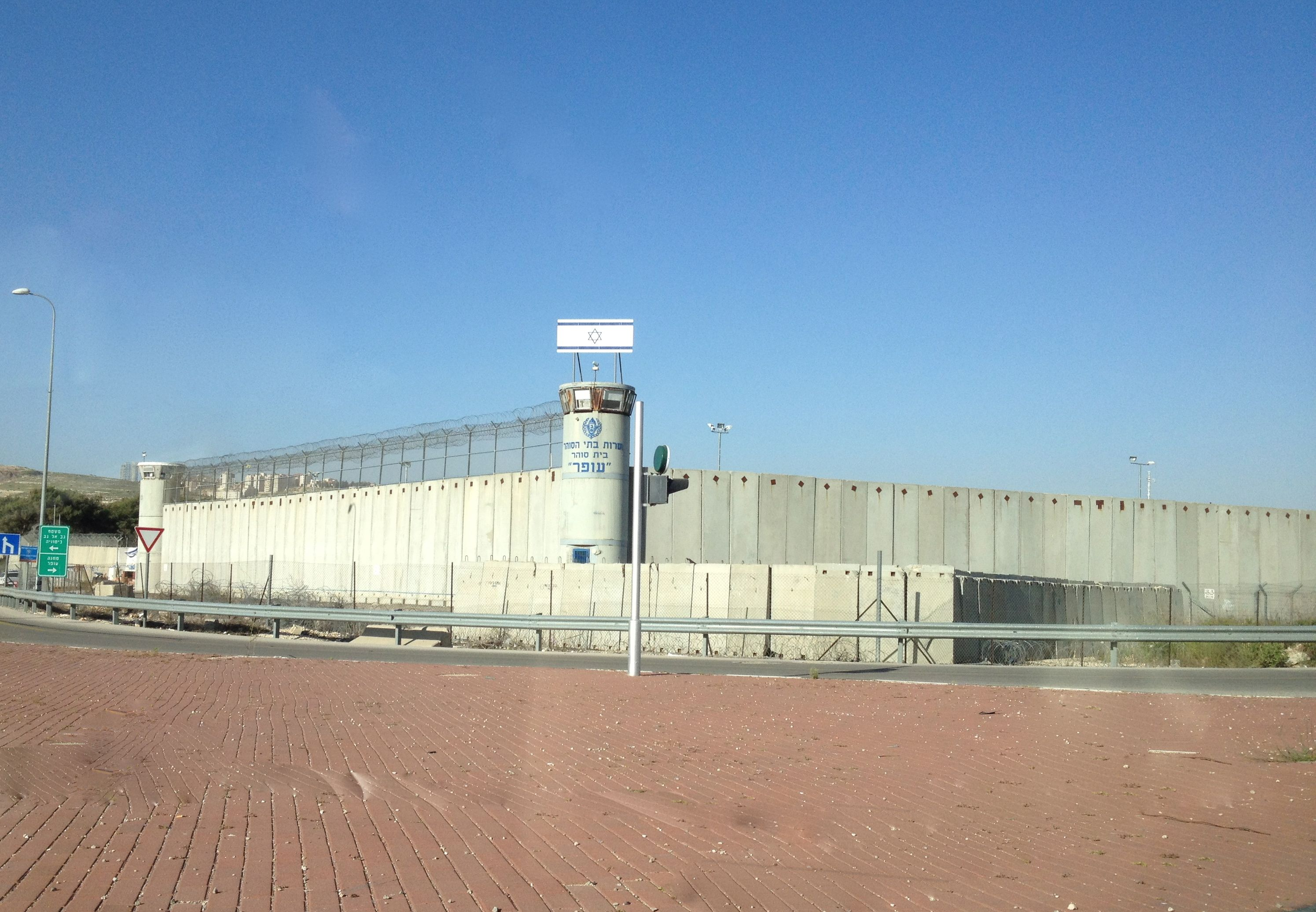
Офер
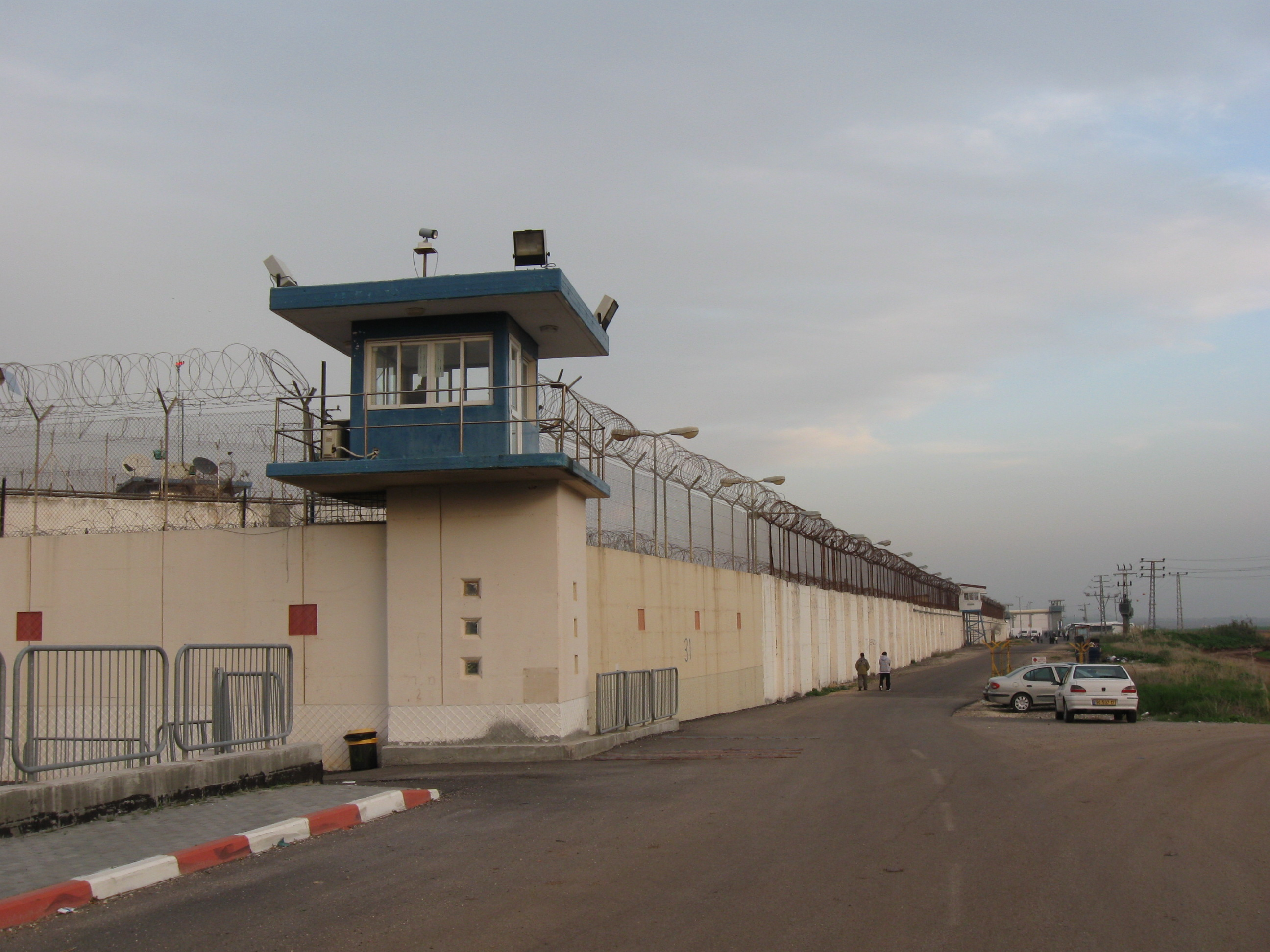
Шита
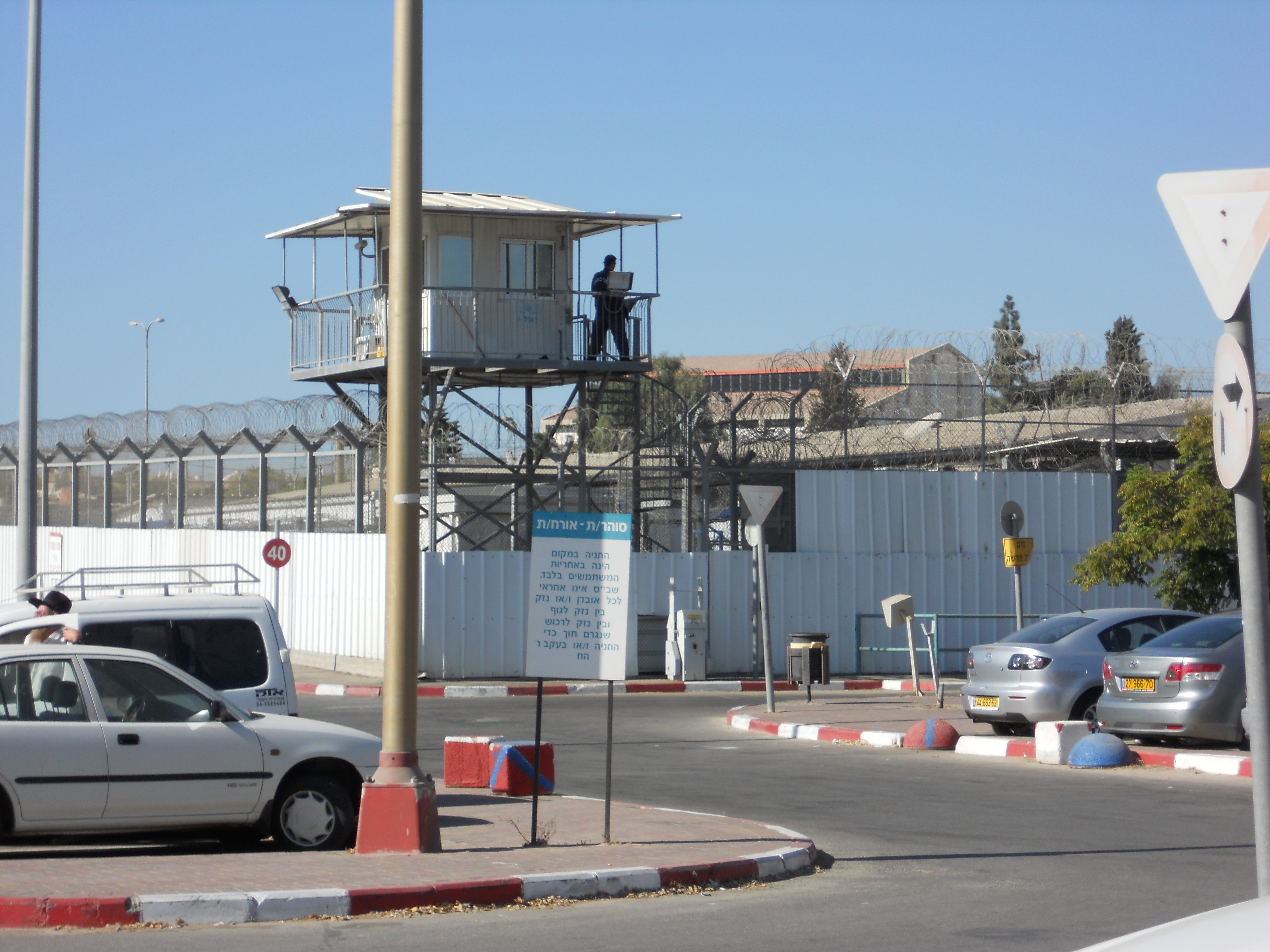
Аялон